# Lefkákia
Lefkákia (grec moderne : Λευκάκια) est une localité située dans le dème des Naupliens, dans le district régional d'Argolide, dans la périphérie du Péloponnèse, en Grèce.
Selon le recensement de 2021, elle compte 903 habitants.